# جاده باریک در عمق شمال (رمان)
جاده باریک در عمق شمال (به انگلیسی: The Narrow Road to the Deep North) ششمین رمان نوشته شده توسط ریچارد فلاناگان است که در سال ۲۰۱۴ موفق به کسب جایزه ادبی من بوکر شد.